# Канілес
Канілес (ісп. Caniles) — муніципалітет в Іспанії, у складі автономної спільноти Андалусія, у провінції Гранада. Населення — 4021 осіб (2020).
Муніципалітет розташований на відстані близько 340 км на південь від Мадрида, 85 км на схід від Гранади.
На території муніципалітету розташовані такі населені пункти: (дані про населення за 2020 рік)
- Балакс: 46 осіб
- Канілес: 3553 осіб
- Ель-Франсес: 27 осіб
- Лас-Молінерас: 41 особа
- Ла-Вега: 94 осіб
- Лос-Гальярдос: 107 осіб
- Рехано: 25 осіб

## Демографія
Динаміка населення (INE ):

## Галерея зображень

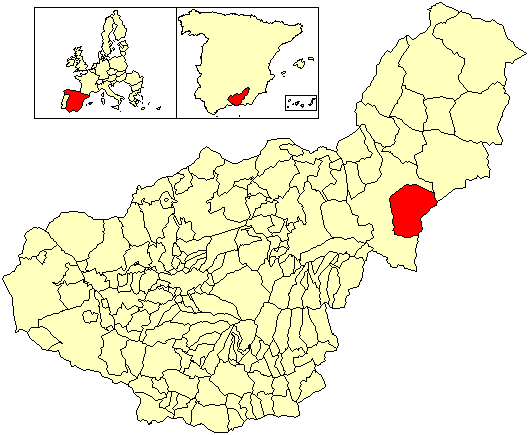
Розташування муніципалітету у провінції Гранада
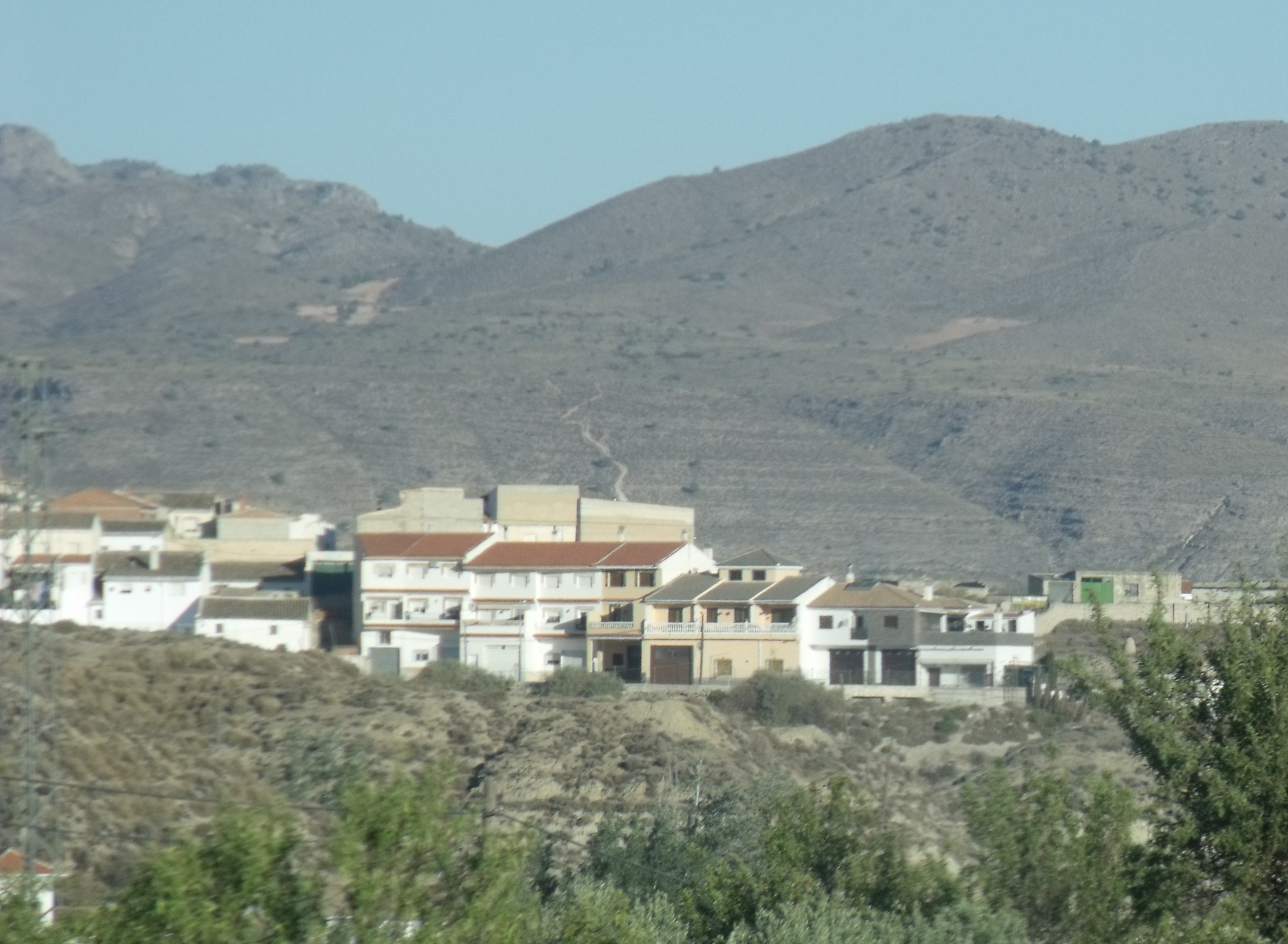
Загальний вигляд канілів (2016)